# Iliad
Pour l’article ayant un titre homophone, voir Iliade.
Pour les articles homonymes, voir ILD.
Iliad est un groupe français de télécommunications fondé par Xavier Niel en 1991 et qu’il préside depuis 2019. Il est présent en France, en Italie, au Maroc et en Pologne. En 2014, il a réalisé 61 % de son chiffre d'affaires dans l'internet fixe (Free, etc.) et 39 % dans la téléphonie mobile (Free mobile, etc.).
Iliad est le 5e groupe de télécommunication européen avec 50 millions d'abonnés via ses filiales en France, Italie et Pologne, à la suite du rachat de l'opérateur polonais Play en 2020 et du fournisseur d’accès à Internet UPC Poland en 2021.

## Histoire
En 1991, Xavier Niel achète Fermic Multimedia, un éditeur de services télématiques réservés aux adultes « Minitel rose », créé dans les années 1980 et le rebaptise Iliad.

### Fournisseur d'accès Internet
En septembre 1994, Iliad se lance dans le marché de la fourniture d'accès à Internet. Le groupe choisit d'interconnecter ses services télématiques Minitel avec l'Internet exploité par Worldnet, sous l'adresse « 3615 WORLDNET ».
À partir de 1996, Iliad lance le service « 3617 ANNU », une filiale qui développe, produit et commercialise des services d'annuaire inversé.
En 1999, Iliad obtient des licences de télécommunication de type L. 33-1 et L. 34-1, afin d'exploiter son propre réseau de télécommunications et commercialiser des services de télécommunication destinés au public. Dès lors, le réseau Free voit le jour. En 2000, la société d'investissement Goldman Sachs investit 15 millions d'euros dans le groupe. Avec cet apport, Iliad entreprend le déploiement de son réseau de télécommunications et l'interconnexion avec celui de France Telecom. À la même période, l'entreprise cesse ses activités thématiques Minitel, à l'exception de celles opérées par sa filiale « 3617 ANNU ». En décembre 2001, Iliad rachète pour dix ans la licence d'exploitation de One.Tel à l'entreprise britannique Centrica. Le groupe français entend dès lors développer ses recherches pour le développement de son terminal multimédia Freebox. C'est à compter de l'année 2001 que la société dégage un résultat net positif.
À l'automne 2002, l'offre « Free haut débit à 29,99 euros par mois » est lancée alors qu'à la même période, l'ensemble de ses concurrents proposent une offre avoisinant 45 euros par mois. La même année, Free entreprend le dégroupage des premières lignes à Paris et quitte l'Association française des fournisseurs d'accès et de services Internet. Le dégroupage Free dans les grandes villes de France se déploie dès 2003.
Iliad acquiert Kertel qui devient une filiale spécialisée dans la vente de cartes de télécommunication prépayées. À partir de mars 2003, Iliad devient le deuxième Fournisseur d'accès à Internet (FAI) DSL français derrière l'opérateur historique France Telecom, qui deviendra par la suite Orange.
En 2004, l'action Iliad est introduite en Bourse. L'opérateur lance en septembre de la même année, la quatrième version de sa Freebox désormais sous forme de routeur équipé de Wi-Fi. Iliad déploie le dégroupage total dans les grandes villes. En 2005 et en partenariat avec Canalplay de Canal+, Iliad propose la première offre de vidéo à la demande par DSL. Le groupe acquiert de la société de télécommunications Altitude Telecom et la licence Wimax nationale exclusive. En mai 2006, la Freebox V5 est équipée d'un disque dur avec fonction PVR, notamment destiné à l'enregistrement audio-vidéo de certains contenus diffusés ainsi qu'un récepteur TNT. Cet équipement permet de capter et restituer les signaux de télévision en HD. À l'occasion de ce lancement, une offre de type « illimitée » incluant les appels vers les téléphones mobiles est commercialisée. La Freebox V.5 est composée de deux boîtiers séparés : l'un est relié à la ligne téléphonique et selon sa fonction de modem et l'autre à l'écran de télévision pour les fonctions audio/vidéo. Ces deux boîtiers peuvent communiquer sans fil grâce au WiFi MIMO ainsi que via des liaisons de type CPL exploitant le réseau électrique.
Iliad annonce une offre d'accès en fibre optique à Très Haut Débit (THD) de type FTTH pour le premier semestre 2007, laquelle conserve le tarif standard de l'offre DSL de Free. Dans un premier temps disponible à Paris, cette offre s'étend ensuite progressivement sur quelques grandes villes. Dans le cadre du développement de cette offre, le groupe acquiert la société Citéfibre, spécialisée dans la technologie FTTH.
Le 13 mars 2007, Iliad annonce la nomination de l'un des dirigeants opérationnels du Groupe TF1, Maxime Lombardini, et le nomme à la Direction du développement du groupe Iliad, pour compenser le départ de Michael Boukobza à la même période.
Le 9 juin 2008, Iliad annonce être entré en négociation exclusive avec l'opérateur italien Telecom Italia en vue de la prise de contrôle du FAI Alice pour un montant maximum de 800 millions d'euros. Alice dénombre en 2008, près de 800 000 abonnés, ce qui permet à Free de retrouver sa place de leader d'Internet en France, derrière l'opérateur historique Orange, mais devant Neuf Cegetel qui avait pris sa place en 2007.
En juillet 2008, Iliad obtient le feu vert des banques pour l'acquisition du (FAI) Alice. L'opération est finalisée le 26 août 2008 pour un montant de 775 millions d'euros, officialisant ainsi la première grosse acquisition en France sur le marché DSL. Iliad revendique dès lors sa seconde place sur le marché de l'Internet haut débit français avec près de 4 millions d'abonnés et une part de marché estimée à 25,5 %. Le redressement financier d'Alice passe toutefois par une réduction des frais de structure, un plan de sauvegarde de l'emploi et donc des centaines de licenciements.

### Entrée dans la téléphonie mobile
En décembre 2009, la filiale d'Iliad Free Mobile reçoit l'autorisation de l'Autorité de régulation des télécoms (Arcep) lui permettant de devenir le quatrième opérateur de téléphonie mobile français, après l'opérateur historique Orange, SFR du groupe Vivendi et Bouygues Telecom. La licence s'élève à 240 millions d'euros lui est officiellement attribuée en janvier 2010. L'opérateur doit proposer ses services à partir de l'année 2012, au plus tard. En décembre 2011, Iliad obtient le droit de commercialiser son offre de téléphonie mobile : « Free mobile promet de diviser par deux la facture de téléphone des Français ! ». Le 10 janvier 2012, lors d'une conférence de presse que les médias comparent à celle de Steve Jobs pour Apple, Xavier Niel dévoile à la fois les offres commerciales de Free Mobile et sa stratégie dont l'objectif visé consiste à proposer des tarifs compétitifs et une offre dite « sociale » à 2 euros par mois.
Le 15 novembre 2012, Iliad annonce avoir 5,25 millions d'abonnés haut débit, entre ses offres Free et Alice. Dans ce même communiqué, l'entreprise affirme que 93,8 % de ses abonnés sont dégroupés. Au 31 mars 2015, le nombre d'abonnés haut débit est de 5 945 000.
Entre 2013 et 2014, Iliad tente sans succès d'acquérir l'opérateur américain T-Mobile,,.
En décembre 2014, Xavier Niel, via sa holding NJJ Capital, annonce le rachat de la société Orange Suisse pour 2,8 milliards CHF (2,3 milliards EUR) et la renomme Salt Mobile. Le 23 février 2015, le feu vert du transfert de concession est accordé par la Commission fédérale de la communication (ComCom). Salt Mobile, anciennement Orange Communications, est une entreprise de télécommunications suisse. Elle est le troisième opérateur de téléphonie mobile en Suisse, avec 17 % de part de marché, derrière Swisscom avec 58 % et Sunrise avec 25 % (31 décembre 2018). L'entreprise n'appartient pas à Iliad mais à Xavier Niel via une société holding.
Le 20 décembre 2017, NJJ (holding personnelle de Xavier Niel) et Iliad ont acquis chacun 31,6 % du capital de Eircom.
Le 29 mai 2018, lors d'une conférence de presse à Milan, le directeur général de la filiale italienne d'Iliad, Benedetto Levi, présente à la fois l'offre commerciale de Iliad Italia et annonce, dès cet instant, le lancement officiel du quatrième opérateur de réseau mobile italien qui va se joindre aux opérateurs historiques Wind Tre, TIM et Vodafone Italia,. Le 18 juillet 2018, 50 jours après son lancement, Iliad Italia annonce officiellement avoir atteint son premier million de clients,,, ; et pourtant, le 6 septembre 2018, l'opérateur italien confirme avoir déjà franchi le cap de deux millions de clients,. Le 10 septembre 2018, Iliad est le premier opérateur mobile italien à obtenir un bloc de fréquences 5G pour 676 472 792 d'euros,.
En janvier 2019, Iliad acquiert une participation de 75 % dans Jaguar Network, un opérateur télécom français destiné aux entreprises, pour environ 100 millions d'euros.
En mai 2019, Iliad (et Salt) vendent leurs pylônes de télécommunication en France, Italie et en Suisse à Cellnex Telecom pour 2,7 milliards d'euros (dont 2 milliards d'euros pour Iliad pour 70 % de ses tours et 700 millions d'euros pour 90 % des tours de Salt). Pour Iliad cet accord concerne 5 700 pylônes en France et 2 200 en Italie.
En septembre 2020, Iliad annonce l'acquisition du plus important opérateur mobile polonais, Play, pour 3,5 milliards d'euros.
En juillet 2021, Xavier Niel annonce l'acquisition de la participation qu'il ne détenait pas dans Iliad, soit 29 %, pour 3,1 milliards d'euros.
En septembre 2021, Iliad annonce l'acquisition de la filiale UPC Poland de Liberty Global pour 1,5 milliard d'euros.
Au premier trimestre 2022, le groupe publie un chiffre d'affaires en forte hausse de 4,8 % à 1,934 milliard d'euros.
Sur l'ensemble de l'année 2022, Iliad enregistre un chiffre d'affaires consolidé de 8,37 milliards d'euros, en croissance de 10,3 %, dépassant l'objectif de 8 milliards d'euros de revenus annoncé l'an dernier. Le bénéfice net, quant à lui, est en hausse de 44,1 %, à 758 millions d'euros, porté notamment par de bonnes performances en Italie, Pologne et France. Au total, Iliad enregistre 2,7 millions de nouveaux abonnés en 2022, atteignant la 6e place européenne du secteur. A l'été 2023, la dette du groupe est de seulement 10,5 milliards d’euros, bien moins que son concurrent Altice France (qui possède SFR...) par exemple.

### Entrée dans l'intelligence artificielle
Fin septembre 2023, Iliad, maison mère de Free décide de prendre le tournant de l'intelligence artificielle en investissant 200 millions d'euros sur ce domaine. Un supercalculateur SuperPOD (NVIDIA) a été acheté dans cet objectif.
Le 30 mai 2024, Iliad annonce qu’il va investir 2,5 milliards d’euros dans les data centers en Europe au cours des dix prochaines années. Cet investissement sera opéré par Opcore, filiale d’Iliad qui gère 15 centres de données à Paris, Marseille, Amsterdam et Varsovie.

## Activités
Le groupe Iliad détient les sociétés suivantes :
- Fournisseurs d'accès à Internet :
  - Free SAS : fournisseur d'accès à Internet pour particuliers (troisième français en termes d'abonnés : 4 504 000 abonnés ADSL au 31 mars 2010[40], société créée le 18 février 1999 et service lancé le 26 avril 1999)
  - Alice ADSL : fournisseur d'accès à Internet, qui comptait 954 000 abonnés ADSL en mars 2008. Société rachetée le 26 août 2008 pour un montant de 775 millions d'euros, appartenant précédemment au groupe Telecom Italia France.
  - Iliad Free Wimax SAS : opérateur WiMAX dont les droits de cette technologie ont été rachetés à Altitude Telecom le 15 novembre 2005
  - UPC Poland, racheté en septembre 2021[7].
- Sociétés spécialisées dans l'hébergement internet :
  - Online SAS : hébergeur (deuxième français : 80 000 domaines hébergés, lancé en novembre 1999), proposant aussi le service BookMyName, enregistrement de nom de domaine (société créée le 10 octobre 2000 et fusionné en 2003 avec Online). BookMyName était une société de service de dépôt de noms de domaine créée le 10 octobre 2000 par le FAI Worldnet et lancée en mars 2001 qui elle-même était précédée par l'ancien service d'hébergement MyWeb lancé en août 1999. BookMyName fut cédé en 2002 au groupe Iliad, via sa filiale Online.net, par LDCom qui avait racheté Worldnet en mai 2000[41]. En mars 2020, la société devient officiellement Scaleway avec 3 marques : Scaleway Dedibox (serveurs dédiés), Scaleway Elements (Ecosystème Cloud), et Scaleway Datacenter (datacenter et B2B).
  - Dedibox SAS : hébergement dédié (société créée le 21 novembre 2005 et service lancé le 3 mai 2006, fusionnée avec Online en septembre 2009)
  - Scaleway Datacenter : nouveau nom de la société « Iliad Entreprise », société spécialisée dans la conception, construction et exploitation de datacenters haute disponibilité et services d'infogérance de plateformes web.
- Sociétés spécialisées en téléphonie :
  - One.Tel SAS : opérateur de téléphonie fixe (500 000 abonnés fin 2006) créé le 30 juin 1998 et racheté le 22 novembre 2001 à la suite de la faillite de sa maison-mère australienne.
  - Kedra SAS : service de terminaison d'appels pour professionnels (société créée le 19 octobre 2001 et service lancé en 2002)
  - Free Mobile : téléphonie mobile, qui a obtenu la quatrième licence 3G en France (société créée le 24 juillet 2007).
  - Iliad Italia : téléphonie mobile, quatrième opérateur italien de réseau mobile, créé le 2 août 2016 et lancé le 29 mai 2018.
- Sociétés spécialisées en fibre optique :
  - Citéfibre SA DIR. : fournisseur d'accès à Internet par fibre optique en France, créée le 12 octobre 2004 et acquise par Iliad le 20 octobre 2006
  - Free Infrastructure SAS (anciennement PN) : société spécialisée dans le développement et la construction de réseau de fibre optique (lancée en 2006)
  - IRE SAS : société destinée à acquérir des biens ou droits immobiliers ou mobiliers destinés à l’activité en fibre optique (créée le 26 avril 2006)
  - Immobilière Iliad SARL : société ayant pour but l'acquisition de NRO
- Centres d'appel :
  - Centrapel SAS : service d'assistance téléphonique basé uniquement en France (utilisé notamment pour Free, société créée le 29 décembre 2000)
  - Total Call SARL : service d'assistance téléphonique basé à l'étranger (notamment Casablanca, service lancé le 14 mars 2005)
  - Resolution Call : service d'assistance téléphonique basé à l'étranger à Mohammedia (Maroc)
  - Telecom Academy: centre de formation pour l'assistance téléphonique basé à l'étranger (Maroc)
  - Protelco SAS : support technique (back-office) et gestion des techniciens itinérants issus des équipes de Centrapel (société créée en décembre 2008)
  - Mobipel : service d'assistance téléphonique basé en France créé en 2012.
  - Qualipel: service d'assistance téléphonique basé en France créé fin 2011.
  - Equaline: service d'assistance téléphonique basé à Bordeaux, issu du rachat d'Alice.
  - Certicall: service d'assistance téléphonique basé à Marseille, issu du rachat d'Alice.
- Sociétés diverses :
  - Freebox SAS : société qui produit la Freebox, créée le 18 décembre 2000
  - Assunet SA : compagnie d'assurances en ligne, créée le 29 décembre 1998
  - Toutcom SARL : Conseil publicité, lancé en 1999
  - IH SAS : société d'administration d'entreprises, lancé en mai 2002
  - Stancer : prestataire de services de paiement, lancé en septembre 2022
- Services proposés par Iliad :
  - Annu : annuaire sur internet (via http://www.annu.com/) et minitel (via 36 17 ANNU, deuxième chiffre d'affaires du Minitel en France), lancé en 1996
  - Iliad Telecom : téléphonie pour professionnels, lancé en 2003
- Anciennes sociétés et services :
  - Liberty Surf Group SAS : société holding rachetée à Telecom Italia le 28 août 2008 pour son activité de FAI sous la marque Alice. L'activité de fournisseur d'accès Telecom Italia SAS a fusionné avec la société Free en décembre 2008 et la société Intercall SA a été cédée en novembre 2008.
  - SCT (Security Concept and Technology) : cabinet de consultants spécialisés dans la sécurité informatique (notamment via 36 17 SCT) (lancé en octobre 1992 et arrêté en 2000)
  - SCT World-NET : fournisseur d'accès à Internet (lancé en 1993 et revendu à Kaptech en 2000)
  - 36 14 FREE (anciennement 36 15 WORLDNET) : service d'information, de messagerie électronique, de dialogue en direct par minitel (lancé en 1994 et arrêté en 2000)
  - Linx : opérateur de réseau et de services de télécommunications
  - emploi.com : site de recrutement en ligne
  - dir.com : moteur de recherche, lancé en 2005 et inaccessible depuis 2012
  - Fermatel : transporteur de télécommunication international
  - Proxad : ancien éditeur des services Online et Free
  - Free Télécom : ancienne filiale de Free qui gérait le réseau de Free et proposait un forfait RTC ou Numéris de 50 francs/mois de communications avec si dépassement du forfait 14 centimes par minute (société créée en janvier 1999)
  - FOM (Fermic Online Malagasy) : spécialiste des traitements de données en ligne
  - DVD.fr : vente de DVD en ligne
  - conventel.com : site d'information sur les conventions collectives
  - Salanga : régie publicitaire.
  - 118 818 : service de renseignements téléphoniques, dont l'accès est gratuit (sauf annuaire inversé et transfert direct) depuis le réseau France Télécom et depuis la téléphonie Freebox. (lancé en avril 2006, arrêté en octobre 2006[42])
  - Kertel : cartes prépayées (deuxième français : 7,5 millions de cartes vendues en 2004), racheté à PPR en janvier 2003 et revendu à Proximania en février 2007.

En juillet 2012, Iliad arrête l'activité de sa filiale de jeux de cercles et de paris en ligne Iliad Gaming.

### Nombre d'abonnés ADSL/FTTH
Évolution des abonnés FTTH/ADSL du FAI Free, filiale d’Iliad
| Date             | Abonnés ADSL | Abonnés FTTH | Total ADSL + FTTH | % d'abonnés ADSL | % d'abonnés FTTH | Lignes raccordables |
| ---------------- | ------------ | ------------ | ----------------- | ---------------- | ---------------- | ------------------- |
| 31 décembre 2004 | 1 064 000    |              | 1 064 000         | 100 %            | 0 %              |                     |
| 31 décembre 2005 | 1 595 000    |              | 1 595 000         | 100 %            | 0 %              |                     |
| 31 décembre 2006 | 2 278 000    |              | 2 278 000         | 100 %            | 0 %              |                     |
| 31 décembre 2007 | 2 904 000    |              | 2 904 000         | 100 %            | 0 %              |                     |
| 31 décembre 2008 | 4 224 000    |              | 4 224 000         | 100 %            | 0 %              |                     |
| 31 décembre 2009 | 4 452 350    |              | 4 452 350         | 100 %            | 0 %              |                     |
| 31 décembre 2010 | 4 534 000    |              | 4 534 000         | 100 %            | 0 %              |                     |
| 31 décembre 2011 | 4 849 000    |              | 4 849 000         | 100 %            | 0 %              |                     |
| 31 décembre 2012 | 5 364 000    |              | 5 364 000         | 100 %            | 0 %              |                     |
| 31 décembre 2013 | 5 640 000    |              | 5 640 000         | 100 %            | 0 %              |                     |
| 31 décembre 2014 | 5 868 000    |              | 5 868 000         | 100 %            | 0 %              |                     |
| 31 décembre 2015 | 5 979 000    | 159 000      | 6 138 000         | 97,41 %          | 2,59 %           | 2 500 000           |
| 31 décembre 2016 | 6 090 000    | 310 000      | 6 400 000         | 95,16 %          | 4,84 %           | 4 400 000           |
| 31 décembre 2017 | 5 944 000    | 556 000      | 6 500 000         | 91,45 %          | 8,55 %           | 6 200 000           |
| 31 décembre 2018 | 5 444 000    | 983 000      | 6 427 000         | 84,71 %          | 15,29 %          | 9 600 000           |
| 31 décembre 2019 | 4 700 000    | 1 760 000    | 6 460 000         | 72,76 %          | 27,24 %          | 13 900 000          |
| 31 décembre 2020 | 3 919 000    | 2 803 000    | 6 722 000         | 58,30 %          | 41,70 %          | 19 910 000          |
| 31 décembre 2021 | 3 152 000    | 3 773 000    | 6 925 000         | 45,52 %          | 54,85 %          | 25 500 000          |

### Nombre d'abonnés Mobile
| Date             | Abonnés Free Mobile | Abonnés Iliad Italia |
| ---------------- | ------------------- | -------------------- |
| 31 décembre 2012 | 5 205 000           |                      |
| 31 décembre 2013 | 8 040 000           |                      |
| 31 décembre 2014 | 10 105 000          |                      |
| 31 décembre 2015 | 11 685 000          |                      |
| 31 décembre 2016 | 12 700 000          |                      |
| 31 décembre 2017 | 13 695 000          |                      |
| 31 décembre 2018 | 13 441 000          | 2 837 000            |
| 31 décembre 2019 | 13 313 000          | 5 237 000            |
| 31 décembre 2020 | 13 376 000          | 7 235 000            |
| 31 décembre 2021 | 13 611 000          | 8 505 000            |

### Nombre d'abonnés en cumulés
En cumulés, l'entreprise totalise 50 millions d'abonnées en France, en Italie et en Pologne en 2025.

## Données financières

### Actionnariat
Évolution de l'actionnariat (% du capital) - Source : documents de référence
,,,,,,,,,,,, :
| Années                     |
| Xavier Niel                |
| Rani Assaf                 |
| Cyril Poidatz              |
| Antoine Levavasseur        |
| Autodétention              |
| Flottant                   |
| Nombre total d’actions     |
| Valorisation (en millions) |
| -------------------------- |

| 31 décembre 2003 | 1er avril 2004 | 1er avril 2005 | 31 mars 2006 |  | 31 décembre 2007 | 31 décembre 2008 | 31 décembre 2009 | 31 décembre 2010 | 31 décembre 2011 | 31 décembre 2012 | 31 décembre 2013 | 31 décembre 2014 | 31 décembre 2015 | 31 décembre 2016 | 31 décembre 2017 | 31 décembre 2018 |
| ---------------- | -------------- | -------------- | ------------ |  | ---------------- | ---------------- | ---------------- | ---------------- | ---------------- | ---------------- | ---------------- | ---------------- | ---------------- | ---------------- | ---------------- | ---------------- |
| 77,95 %          | 69,45 %        | 67,65 %        | 66,00 %      |  | 66,16 %          | 65,82 %          | 65,58 %          | 63,93 %          | 59,27 %          | 58,65 %          | 55,16 %          | 54,76 %          | 54,53 %          | 54,20 %          | 52,21 %          | 53,41 %          |
| 2,42 %           |                | 1,76 %         | 1,76 %       |  | 1,76 %           | 1,75 %           | 1,73 %           | 1,72 %           | 1,65 %           | 1,57 %           | 1,36 %           | 1,30 %           | 1,30 %           | 1,29 %           | 1,29 %           | 1,29 %           |
| 2,00 %           |                | 1,33 %         | 1,20 %       |  | 1,20 %           | 1,19 %           | 1,23 %           | 1,26 %           | 1,21 %           | 1,20 %           | 1,19 %           | 1,15 %           | 1,14 %           | 1,14 %           | 1,14 %           | 1,14 %           |
| 2,42 %           |                | 1,94 %         | 1,76 %       |  | 1,67 %           | 1,35 %           | 1,02 %           | 1,01 %           | 0,94 %           | 0,93 %           | 0,90 %           | 0,89 %           | 0,86 %           | 0,86 %           | 0,86 %           | 0,86 %           |
|                  |                | 0,01 %         | 0,01 %       |  | 0,06 %           | 0,15 %           | 0,11 %           | 0,11 %           | 0,04 %           | 0,05 %           | 0,06 %           | 0,04 %           | 0,03 %           | 0,19 %           | 0,21 %           | 0,4 %            |
|                  | 15,20 %        | 22,97 %        | 24,92 %      |  | 27,44 %          | 28,75 %          | 29,87 %          | 31,62 %          | 36,72 %          | 37,50 %          | 41,37 %          | 41,87 %          | 42,13 %          | 42,47 %          | 44,47 %          | 43,24 %          |
| 47 624 230       | 53 452 230     | 54 151 550     | 54 151 550   |  | 54 151 550       | 54 431 275       | 54 583 440       | 54 696 740       | 57 042 092       | 57 637 805       | 58 076 797       | 58 453 935       | 58 660 640       | 58 837 338       | 59 032 661       | 59 045 555       |
|                  | 1 085,08       | 1 347,78       | 3 787,90     |  | 3 985,55         | 3 374,74         | 4 558,81         | 4 452,31         | 5 438,96         | 7 495,80         | 8 647,64         | 11 614,80        | 11 506,95        | 10 767,23        | 11 782,91        | 7 250,79         |

La valorisation d'Iliad avant sa cotation en bourse est, en mars 2000, de 300 millions d'euros (Goldman Sachs prends 4,79 % du capital) et de 32 millions d’euros en mars 2002. Iliad est valorisé 775 millions d’euros lors de son introduction en Bourse en janvier 2004 (Goldman Sachs sort du capital),,.

### Résultats en million d'euros
Évolutions des résultats d'Iliad, en millions d'euros - Source : rapports financiers :
| Années                                        |
| Chiffre d'affaires du groupe                  |
| Résultat net part du groupe                   |
| Endettement financier net (Ratio endettement) |
| Investissement du groupe (% du CA)            |
| --------------------------------------------- |

| 1999 | 2000 | 2001 | 2002  | 2003     | 2004       | 2005      | 2006  | 2007       | 2008         | 2009         | 2010        | 2011          | 2012            | 2013            | 2014            | 2015              | 2016              | 2017              | 2018,           | 2019  | 2020  | 2021  |
| ---- | ---- | ---- | ----- | -------- | ---------- | --------- | ----- | ---------- | ------------ | ------------ | ----------- | ------------- | --------------- | --------------- | --------------- | ----------------- | ----------------- | ----------------- | --------------- | ----- | ----- | ----- |
| 46,6 | 41,6 | 80,8 | 159,4 | 293,1    | 491,4      | 724,2     | 950,3 | 1 212,4    | 1 565,0      | 1 954,5      | 2 038,3     | 2 122,1       | 3 153,3         | 3 747,9         | 4 167,6         | 4 414,4           | 4 722,1           | 4 987,5           | 4 891           | 5 332 | 5 871 | 7 590 |
| 6,7  | 18,1 | 10,9 | 23,3  | 33,9     | 40,8       | 68,9      | 123,9 | 150,2      | 100,4        | 175,9        | 313,1       | 251,8         | 186,5           | 265,4           | 278,4           | 335,0             | 402,7             | 480,3             | 323             | 1 726 | 420   | 526   |
|      |      |      |       | 9,5 (-x) | 0,0 (0.0x) | 38,5 (-x) |       | 114,9 (-x) | 881,9 (1.7x) | 664,9 (1.0x) | 691 (0,87x) | 969,4 (1,16x) | 1 064 (1,16x)   | 1 023 (0,85x)   | 1 084 (0,84x)   | 1 191 (0,80x)     | 1 643             | 2 449             | 3 983           |       |       |       |
|      |      |      |       |          |            |           |       |            |              |              |             |               | 945,2 (29,97 %) | 905,5 (28,72 %) | 968,3 (23,23 %) | 1 219,9 (27,63 %) | 1 286,3 (25,12 %) | 1 524,7 (30,57 %) | 1 816 (37,12 %) |       |       |       |

## Organisation

### Effectifs
Évolution des effectifs d’Iliad
| Date             | Cadres | Non cadres | Total     |
| ---------------- | ------ | ---------- | --------- |
| 31 décembre 2006 | 177    | 1600       | 1777      |
| 31 décembre 2007 | 171    | 2241       | 2412      |
| 31 décembre 2008 | 624    | 3574       | 4198      |
| 31 mars 2009     | 648    | 3512       | 4160      |
| 31 décembre 2010 | ---    | ---        | 4355      |
| 31 décembre 2011 | ---    | ---        | 5655      |
| 31 décembre 2012 | ---    | ---        | 6506      |
| 31 décembre 2013 | 859    | 6017       | 7000/7200 |
| 31 décembre 2014 | 998    | 6166       | 7164      |
| 31 décembre 2018 |        |            | 10 061    |

### Conseil d'administration
Au 20 décembre 2024 :
- Maxime Lombardini (2007), vice-président du conseil d'administration.
- Xavier Niel (2003), président du conseil d'administration et directeur général délégué à la stratégie, actionnaire majoritaire et dirigeant historique du groupe Iliad.
- Thomas Reynaud (2008), directeur général et administrateur, membre du Conseil de la Fondation Mozaïk.
- Cyril Poidatz (2003), administrateur, ancien directeur financier de Capgemini Italia.
- Virginie Calmels (2009), femme politique, membre de plusieurs autres conseils d'administration ou de surveillance, ancienne directrice générale d’Endemol Monde et présidente d'Endemol France.

Administrateurs indépendants
- Jacques Veyrat, ancien PDG du groupe Louis Dreyfus et il est président d’IMPALA SAS.
- Esther Gaide, Directrice financière d’Elior Group.
- Céline Lazorthes, fondatrice de Leetchi.com.
- Bertile Burel, ancienne responsable du Business Development de TPS, cofondatrice de Wonderbox.

Administrateurs représentant les salariés
- Ilan Dahan (2003), responsable des modalités opérationnelles de production au sein du projet FTTH.
- Saad Boudjadi (2011), responsable bureau d'étude chez Free Réseau.

Les administrateurs indépendants ont été rémunérés 20 000 euros en 2013 et 30 000 euros en 2014.

#### Anciens membres
- Antoinette Willard
- 200?-2007 : Dominique Roux, démission avec effet immédiat le 10 mai 2007[87]). Sa nomination à la Direction des activités WiMAX du groupe Bolloré est probablement la cause de cette démission, même si le communiqué de presse sur le site d'Iliad évoque la signature d'une charte de déontologie applicable aux membres et anciens membres de l'ARCEP.
- 200?-2007 : Shahriar Tadjbakhsh, démissionne à la suite de sa nomination à un nouveau poste chez Goldman Sachs le 30 novembre 2006[88])
- Jean-Louis Missika, ancien vice-président du conseil d'administration
- 2003-2015 : Alain Weill, PDG de NextRadioTV (RMC, BFM TV…), démissionne après son alliance avec Patrick Drahi, actionnaire majoritaire d'Altice, un concurrent d'Iliad[89].
- 2003-20?? : Olivier Rosenfeld, ancien directeur financier, ancien salarié de Goldman Sachs.
- 2008-20?? : Antoine Levavasseur, ancien directeur général et administrateur de Ilyad.
- 2008-20?? : Marie-Christine Levet, membre de quatre autres conseils d'administration.
- 2009-20?? : Orla Noonan, administrateur et secrétaire général du Groupe AB.
- 2007-20?? : Pierre Pringuet, directeur général de la société Pernod-Ricard, administrateur de Cap Gemini.
- Corinne Vigreux, cofondatrice de TomTom[90].

## Logos

Logo d'Iliad jusqu'au 19 janvier 2018
Logo d'Iliad depuis le 19 janvier 2018
Logo d'Iliad Telecom
Filiale Assunet
Product Freebox
Filiale One.Tel
Filiale Stancer

## Lobbying
Iliad déclare pour l'année 2017 avoir exercé des activités de lobbying pour un montant de 250 000 euros auprès de l’État français et de 37 500 euros auprès de l'Union européenne.